# Infections sexuellement transmissibles dans l'industrie de la pornographie
Les infections sexuellement transmissibles dans l'industrie de la pornographie traitent de la question de la sécurité et de la santé au travail dans l'industrie du sexe de la transmission des infections/maladies sexuellement transmissibles (IST/MST), en particulier le VIH, cause de préoccupation majeure depuis les années 1980, en particulier pour les acteurs de films pornographiques. De 2004 à 2009, 22 cas de VIH dans l'industrie de la pornographie américaine ont été signalés. Environ la moitié étaient des hommes travaillant dans des films homosexuels et l'autre moitié des hommes et des femmes travaillant dans des productions hétérosexuelles.

## Types de maladies
Étant donné que la réalisation de films pornographiques implique des relations sexuelles non simulées, généralement sans préservatif (barebacking). Les acteurs pornographiques sont particulièrement vulnérables aux maladies sexuellement transmissibles, notamment la chlamydia, la gonorrhée, la syphilis et le VIH ou sida,,.

## Cas de VIH

### Années 1980 et 1990

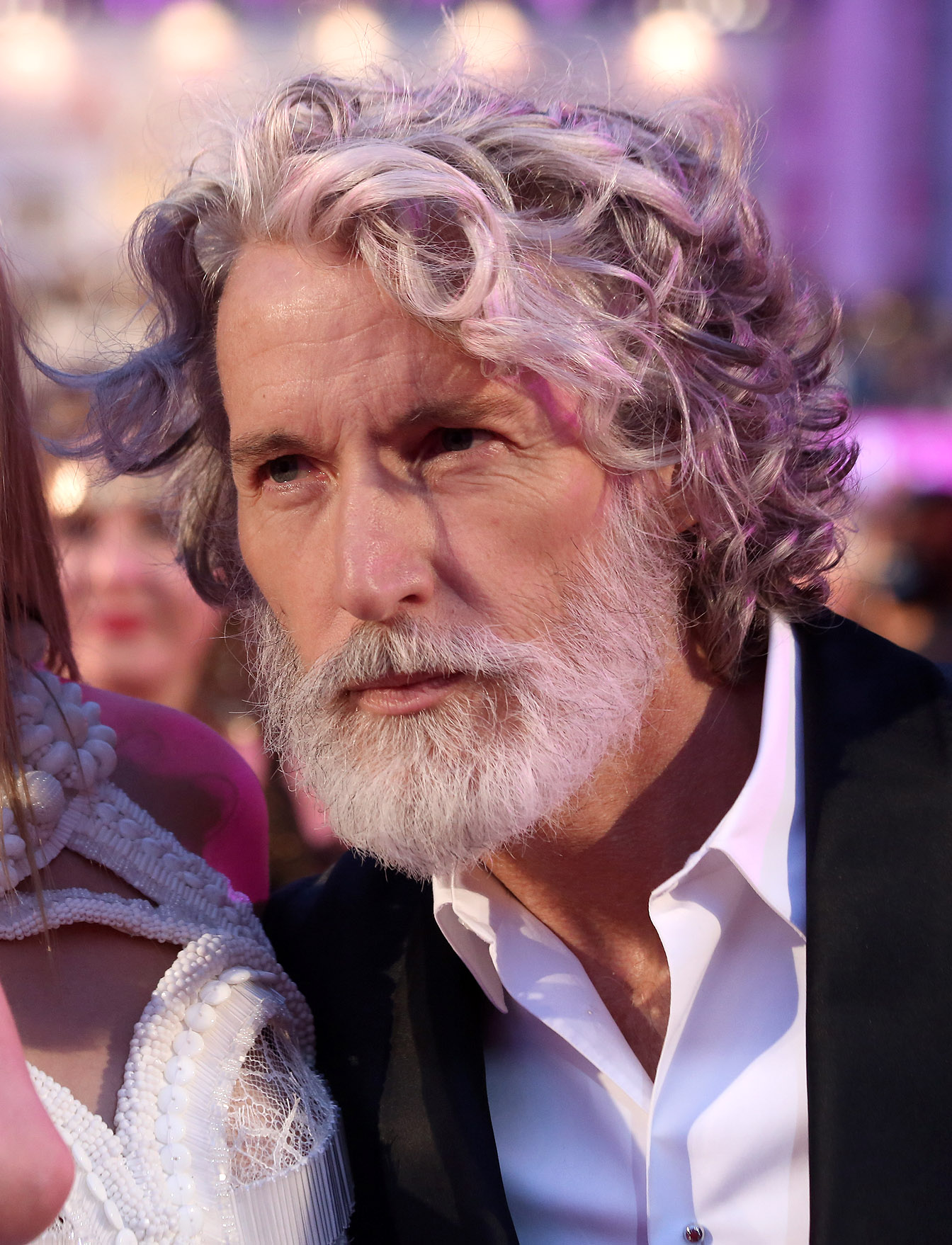
Aiden Shaw, acteur de films pornographiques devenu séropositif en 1997.

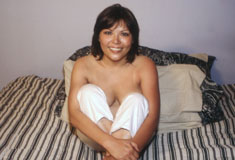
Brooke Ashley est devenue séropositive en 1998, mais continue depuis 2005 à produire des films avec son compagnon Eddie Wood, également séropositif.

Selon l'ancienne actrice pornographique Shelley Lubben, une épidémie de VIH dans les années 1980 a entraîné la mort de 27 acteurs entre 1985 et 1992, dont Wade Nichols (décédé en 1985), John Holmes (1988), Marc Stevens (en) (1989), et Al Parker (1992). À la mort de Nichols en 1985 son collègue  Ron Jeremy nie que la mort de Nichols était liée au sida. Stevens meurt du sida en 1989 à 46 ans. Parker est décédé en 1992 des complications du sida, à l'âge de 40 ans.
En février 1986, Holmes est déclaré séropositif. Six mois auparavant, il avait été testé négatif. Au cours de l'été 1986, Holmes, connaissant sa séropositivité, accepte de jouer dans deux films pornographiques qui seront tournés en Italie, sans informer les producteurs de sa séropositivité. Les acteurs du premier film, L'ascension et la chute de l'impératrice romaine, sont Ilona Cicciolina Staller, qui devint plus tard membre du parlement italien, Tracey Adams, Christoph Clark et Amber Lynn. Les acteurs du second film, The Devil In Mr. Holmes, sont Tracey Adams, Amber Lynn, Karin Schubert et Marina Hedman. À la suite de cet évènement, il est révélé que Holmes avait délibérément choisi de ne pas révéler sa séropositivité à aux producteurs,,,. Alors que sa santé se détériore, Holmes a attribue son état de manière fallacieuse au cancer du côlon et confie pour la première fois qu'il a le sida en janvier 1987. Il décède du sida le 13 mars 1988, à l'âge de 43 ans.
Marc Wallice, un utilisateur de drogues intraveineux, testé séropositif est diagnostiqué le 30 avril 1998 par l'Adult Industry Medical. Il cache sa séropositivité pendant deux ans, grâce à de faux tests sanguins à travers plusieurs cycles de dépistage du VIH pour continuer à travailler. Cette affirmation a été contestée en étudiant les tests de Wallice,. Mais il n'a jamais été mis en doute que pendant cette période. Wallice a infecté sept femmes durant plusieurs tournages. Brooke Ashley, Tricia Devereaux (en), Caroline, Nena Cherry (arz), Jordan McKnight (fy) Barbara Doll et Kimberly Jade (ja).

### Années 2000
Après trois ans sans aucun cas de VIH signalé dans l'industrie, en avril 2004, l'Adult Industry Medical diagnostique Darren James comme séropositif. Il est conclu que James avait été infecté alors qu'il se livrait à des relations sexuelles anales non protégées avec l'actrice brésilienne Bianca Biaggi lors d'une scène pour la vidéo Split That Booty 2 à Rio de Janeiro. L'Adult Industry Medical lance une recherche urgente d'autres artistes potentiellement infectés. Trois autres actrices qui avaient travaillé avec James peu de temps après son retour aux États-Unis sont également infectées. Il s'agit de la Canadienne Lara Roxx et Miss Arroyo (tr) ainsi que de la Tchèque Jessica Dee (fi).
Le segment hétérosexuel de l'industrie pornographique s'est volontairement arrêté durant trente jours (un moratoire de soixante jours avait été initialement annoncé mais a finalement été levé plus tôt) alors qu'il tentait de faire face à la situation. Darren James, Jessica Dee et Lara Roxx se sont vu interdire la production de contenu sexuellement explicite. Environ soixante acteurs qui avaient eu des contacts avec James ou Roxx ont été interdits de travail jusqu'à ce que les tests de dépistage du VIH soient terminés et qu'ils aient été déclarés séronégatifs. On estime que cent trente autres acteurs qui avaient été en contact avec James ont été testés et ont reçu un résultat séronégatif. Au total, cinq acteurs ont été diagnostiqués porteurs du virus à la fin du moratoire : un homme et quatre femmes, dont une femme transgenre.
En juin 2009, l'Adult Industry Medical signale qu'une artiste vient d'être testée positive, bien que l'on pense que la transmission s'est produite dans sa vie privée. La County Public Health a affirmé qu'il y avait eu seize cas de VIH « non signalés » dans l'industrie du film pour adultes. L'association a affirmé que ces cas n'impliquaient pas d'acteurs de sociétés de production qui suivaient leurs protocoles de test et comprenaient des membres du grand public.

### Années 2010

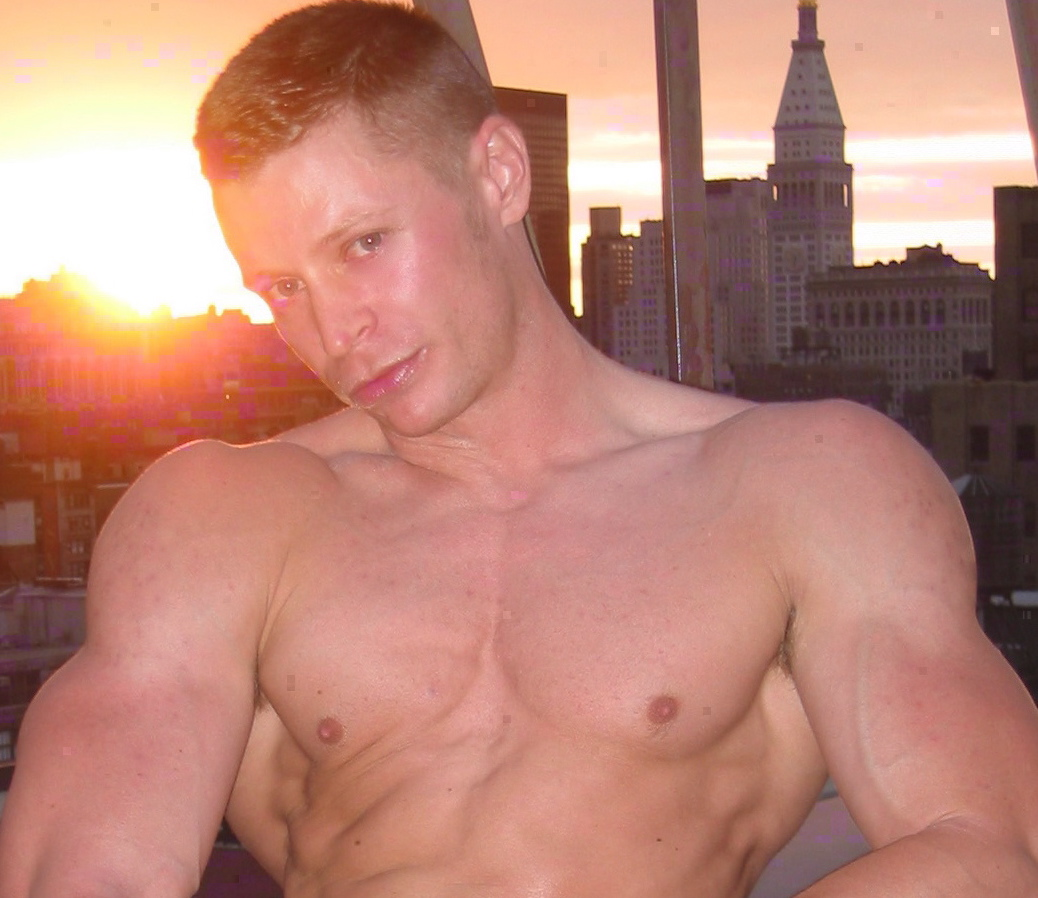
Josh Weston est décédé des suites du sida en 2012.

Le 12 octobre 2010, l'Adult Industry Medical signale qu'un acteur ou une actrice avait été infecté par le VIH. Le nom et le sexe de la personne n'ont pas été rendus publics. Vivid Entertainment et Wicked Pictures ont été les premières sociétés à annoncer un arrêt de la production. Bien que Wicked Pictures autorise certains artistes à porter des préservatifs, la société a fermé ses portes pour attendre la liste de quarantaine. Plusieurs autres studios de production ont fermé à titre préventif. À l'époque, aucun autre artiste n'a été testé séropositif.
En décembre, l'artiste séropositif a été identifié comme étant Derrick Burts. Burts avait travaillé dans la pornographie hétérosexuelle et gay. Bien qu'il ait contracté la gonorrhée, la chlamydia et la syphilis, Burts a continué à avoir des relations sexuelles non protégées dans des films avant d'arrêter une fois  diagnostiqué séropositif. Il a été informé par l'Adult Industry Medical Health Care Foundation qu'il avait contracté la maladie. Selon Burts, il l'a reçue sur un plateau en dehors du système de l'Adult Industry Medical, alors qu'il effectuait une scène de sexe oral avec un autre « acteur masculin séropositif ». Burts décède le 28 janvier 2021.
En août 2011, l'industrie est temporairement fermée en raison de la nouvelle d'un artiste testé positif pour le virus. Diane Duke, directrice exécutive de la Free Speech Coalition, confirme la situation. La production reprend plus tard, une fois tous les acteurs testés négatifs.
En juin 2013, un artiste gay est testé positif au VIH lors d'un test sanguin de routine. L'interprète anonyme avait auparavant travaillé exclusivement sur des films avec préservatif. Il a été déterminé que l'infection n'avait pas eu lieu sur le plateau de tournage.
En août 2013, une actrice adulte, Cameron Bay (de), est testée séropositive,,,. En réponse, un moratoire à l'échelle de l'industrie est organisé du 21 au 27 août. Le 4 septembre, Rod Daily, l'ex-petit ami de Cameron Bay, annonce qu'il est testé séropositif. Deux jours plus tard, une troisième performeuse anonyme est testée positive, ce qui conduit l'industrie à un deuxième moratoire du 6 au 20 septembre. Les trois infections se sont avérées ne pas être liées. Des rumeurs ont fait surface d'un quatrième test VIH positif en septembre, mais elles n'ont jamais été étayées.
En décembre 2013, un acteur masculin est testé séropositif, ce qui conduit l'industrie à arrêter la production pendant une semaine. Il a également été déterminé que cette infection s'était produite de manière décalée par rapport aux précédentes.

## Tests
Les révélations des années 1990, ont conduit à la création de l'Adult Industry Medical (AIM) en 1998, qui a aidé à mettre en place un système de surveillance de l'industrie du film pornographique aux États-Unis. Les acteurs de films pornographiques doivent être testés pour VIH tous les 30 jours.
Le système AIM exige que tous les contacts sexuels soient enregistrés, avec des résultats de test positifs conduisant à ce que tous les contacts sexuels des trois à six derniers mois soient contactés et retestés. L'utilisation de préservatifs est devenue la norme dans les films mettant en scène des relations sexuelles anales homosexuelles. En raison de tests médicaux précis et obligatoires, les cas de VIH et de sida sont devenus rares dans l'industrie du film pornographique de ce pays.
Cependant, le test est volontaire (bien que le refus d'être testé puisse entraîner l'absence de l'acteur dans un rôle sexuel) et il n'y a pas de test ou de surveillance de l'industrie du film pornographique dans d'autres pays.
L'AIM a été dissoute en mai 2011, forçant l'industrie à rechercher d'autres mécanismes pour soutenir et appliquer les tests réguliers. La Free Speech Coalition devient alors la nouvelle organisation chargée du suivi des acteurs. Elle met en place le système APHSS, maintenant connu sous le nom de Performer Availability Screening Services (PASS).

## Législation

### Réglementations concernant la propagation du VIH
En raison de l'épidémie de VIH, le gouvernement de l'État de Californie a envisagé de réglementer l'industrie. Certains ont proposé d'imposer le port du préservatif lors des scènes sexuellement explicites. Les initiés de l'industrie affirment que cela nuirait aux ventes de leurs produits, car le contenu non protégé est l'un des arguments de vente de certains de leurs films. Ils affirment également que le port de préservatifs excite moins les téléspectateurs. Les initiés disent qu'une telle réglementation forcerait l'industrie à se cacher, hors de Californie ou à l'étranger, où elle serait plus exposée aux risques pour la santé des artistes interprètes ou exécutants.

### Mesure de 2012 à Los Angeles
Lors des élections de 2012, les électeurs de Los Angeles ont approuvé la mesure B (en) (« Safer Sex In the Adult Film Industry Act ») :

« Une ordonnance doit-elle être adoptée afin d'obliger les producteurs de films pour adultes à obtenir un permis de santé publique au niveau du comté, à exiger que les artistes interprètes ou exécutants de films pour adultes utilisent des préservatifs lorsqu'ils se livrent à des actes sexuels, à fournir la preuve d'un cours de formation sur les agents pathogènes à diffusion hématogène, à afficher un permis et des avis aux artistes interprètes ou exécutants, et rendre les violations de l'ordonnance passibles d'amendes civiles et de poursuites pénales ? »

## Voir également
- Pornographie
- Free Speech Coalition
- Infection sexuellement transmissible
- Syndrome d'immunodéficience acquise
- Virus de l'immunodéficience humaine